# ایپ من: مبارزه نهایی
ایپ من: مبارزه نهایی (به انگلیسی: Ip Man: The Final Fight) فیلمی در ژانر اکشن، زندگینامه‌ای و رزمی است که در سال ۲۰۱۳ منتشر شد. از بازیگران آن می‌توان به آنتونی وانگ اشاره کرد. این فیلم بر اساس زندگی‌نامهٔ استاد ( بروس لی ) ییپ من ساخته شده است.